# خوزه آنتونیو سولانو
خوزه آنتونیو سولانو (انگلیسی: José Antonio Solano؛ زادهٔ ۴ فوریهٔ ۱۹۸۵) بازیکن فوتبال اهل اسپانیا است.
از باشگاه‌هایی که در آن بازی کرده‌است می‌توان به باشگاه فوتبال ولفسبرگر، باشگاه فوتبال بارسلونا بی، باشگاه فوتبال کادیس، باشگاه فوتبال لگانس، و باشگاه فوتبال بارسلونا اشاره کرد.
وی همچنین در تیم ملی فوتبال زیر ۱۸ سال اسپانیا بازی کرده‌است.